# Passiflora pavonis
Passiflora pavonis es una especie fanerógama de la familia Passifloraceae.

## Clasificación y descripción de la especie
Planta herbácea trepadora de 2 a 5 m de largo, esparcida a densamente hispídula (excepto en el haz de la hoja que es casi glabro y el envés que sólo es pubescente sobre las nervaduras principales); tallo cilíndrico, estriado longitudinalmente; estípulas linear-falcadas, de (1)2.5 a 5 mm de largo y hasta de 1 mm de ancho, peciolos de 1 a 2(4) cm de largo, desprovistos de glándulas nectariales, hojas ampliamente deprimido-obovadas, de 1 a 5 cm de largo por 2 a 7 cm de ancho, con el ápice (2)3-lobado, lóbulos por lo general redondeados, mucronulados, glándulas laminares ausentes; flores dispuestas por lo general por pares sobre pedúnculos de 1 a 2.5(3) cm de largo, verdoso-amarillas pálidas, blanquecinas o de color crema, de alrededor de 2.5 cm de diámetro; sépalos linear-lanceolados, de 8 a 12 mm de largo y unos 2.5 mm de ancho; pétalos de 5 a 9 mm de largo y 1.5 mm de ancho; paracorola formada por dos series de filamentos blanquecinos finos, los exteriores de unos 5 mm de largo; anteras de unos 2 mm de largo; ovario ovoide, pubescente o glabro, estilos de 4 a 5 mm de largo; fruto ovoide o elipsoide a globoso, de color morado-negruzco en la madurez, de hasta 3 cm de largo; semillas ovoides, algo comprimidas, de unos 3 mm de largo por 2.5 mm de ancho, con la superficie transversalmente rugosa por 5 a 7 líneas irregulares.

## Distribución de la especie
Se distribuye del centro de México, en los estados de Veracruz, Michoacán, México y Chiapas; hasta Centroamérica, en Guatemala.

## Ambiente terrestre
Se desarrolla en encinares, así como en la vegetación secundaria correspondiente, en un gradiente altitudinal que va de los 2050 a los 2100 m s.n.m. Florece y fructifica entre mayo y febrero.

## Estado de conservación
No se encuentra bajo ningún estatus de protección.